# Це був їх зоряний час
«Це був їх зоряний час» (англ. This was their finest hour) — промова Вінстона Черчилля, вимовлена ним 18 червня 1940 року перед Палатою громад. Його третій виступ перед парламентом в якості прем'єр-міністра після вступу Великої Британії у Другу світову війну.
У цій промові Черчилль пояснив, чому зміг надати Франції лише мінімальну підтримку після Дюнкерка, і повідомив про успішну евакуацію більшої частини британських сил. Він відмовився виключити з коаліції прихильників політики умиротворення і відмовився брати участь у політичних чварах. Далі Черчилль дав оцінку збройним силам Великої Британії, які мали відбити можливе вторгнення. У підсумку він заявив, що Велика Британія може обґрунтовано розраховувати на перемогу. Він також повідомив про підтримку з боку британських домініонів та обґрунтованою впевненості в перемозі, незважаючи на відсутність ясності, як перемога може бути досягнута.

## Заключна частина
However matters may go in France or with the French Government or with another French Government, we in this island and in the British Empire will never lose our sense of comradeship with the French people. If we are now called upon to endure what they have suffered we shall emulate their courage, and if final victory rewards our toils they shall share the gains, aye. And freedom shall be restored to all. We abate nothing of our just demands—Czechs, Poles, Norwegians, Dutch, Belgians, all who have joined their causes to our own shall be restored.
What General Weygand has called the Battle of France is over ... the Battle of Britain is about to begin. Upon this battle depends the survival of Christian civilisation. Upon it depends our own British life, and the long continuity of our institutions and our Empire. The whole fury and might of the enemy must very soon be turned on us. Hitler knows that he will have to break us in this island or lose the war. If we can stand up to him, all Europe may be freed and the life of the world may move forward into broad, sunlit uplands.

But if we fail, then the whole world, including the United States, including all that we have known and cared for, will sink into the abyss of a new dark age made more sinister, and perhaps more protracted, by the lights of perverted science. Let us therefore brace ourselves to our duties, and so bear ourselves, that if the British Empire and its Commonwealth last for a thousand years, men will still say, This was their finest hour.

## Підготовка промови і виступ
Виступ перед Палатою громад почався о 15:49 і тривав 36 хвилин. За звичкою Черчілль вносив зміни в текст, що становив 23 друковані сторінки, аж до початку виступу і прямо під час нього. Заключна частина в рукописи була надрукована білим віршем, що, як вважають дослідники спадщини Черчілля, відображає вплив на його ораторський стиль старозавітних псалмів.